# Катцельсдорф
Катцельсдорф (нем. Katzelsdorf) — коммуна (нем. Gemeinde) в Австрии, в федеральной земле Нижняя Австрия. 
Входит в состав округа Винер-Нойштадт.  Население составляет 3025 человек (на 31 декабря 2005 года). Занимает площадь 16,25 км². Официальный код  —  3 23 13.

## Политическая ситуация
Бургомистр коммуны — Ханнелоре Хандлер-Вольтран (АНП) по результатам выборов 2005 года.
Совет представителей коммуны (нем. Gemeinderat) состоит из 21 места.
- АНП занимает 12 мест.
- СДПА занимает 8 мест.
- Зелёные занимают 1 место.